# The Fable of the Willing Collegian Who Wanted to Get a Foothold
The Fable of the Willing Collegian Who Wanted to Get a Foothold è un cortometraggio muto del 1916. Il nome del regista non viene riportato.
Il soggetto è tratto da una storia dello scrittore George Ade.

## Produzione
Il film fu prodotto dalla Essanay Film Manufacturing Company.

## Distribuzione
Distribuito dalla General Film Company, il film - un cortometraggio di una bobina - uscì nelle sale cinematografiche USA il 31 maggio 1916.